# Pink Venom
Pink Venom è un singolo del girl group sudcoreano Blackpink, pubblicato il 19 agosto 2022 come primo estratto dal secondo album in studio Born Pink.

## Descrizione
Pink Venom è stato descritto dalla critica specializzata come un pezzo EDM, hip hop e pop rap che contiene elementi della musica tradizionale coreana come il geomungo. Il verso eseguito da Lisa interpola il brano Pon de Replay di Rihanna del 2005.

## Promozione
Il 17 agosto, la YG Entertainment ha svelato un programma per la campagna Light Up The Pink, in cui diversi monumenti in tutto il mondo si sarebbero illuminati di rosa per promuovere la canzone a partire dal 18 agosto. Il 28 agosto 2022, le Blackpink hanno eseguito per la prima volta Pink Venom al programma Inkigayo. Lo stesso giorno il quartetto ha eseguito il brano agli MTV Video Music Awards 2022, segnando il loro debutto in uno spettacolo di premiazione statunitense, rendendole così il primo gruppo K-pop femminile nella storia ad esibirsi alla cerimonia. Billboard ha classificato l'esibizione del gruppo come la seconda migliore performance dello show. Pink Venom è stato incluso nella scaletta del Born Pink World Tour del gruppo a partire dall'ottobre 2022. Il 28 gennaio 2023, il gruppo ha eseguito la canzone con il violinista svedese Daniel Lozakovich all'evento di beneficenza Le Gala des Pièces Jaunes organizzato dalla First Lady di Francia, Brigitte Macron, a Parigi. Nell'aprile e nel giugno 2023, le Blackpink si sono esibite con Shut Down durante i loro set come headliner del Coachella Valley Music and Arts Festival a Indio, California e al BST Hyde Park a Londra.

## Accoglienza
Pink Venom ha ricevuto recensioni generalmente favorevoli da parte della critica. Jon Caramanica del The New York Times ha affermato che la canzone «ha il conforto dell'anarchia» aggiungendo che «ogni quattro battute entra un nuovo approccio: elasticità K-pop familiare, temi mediorientali sciolti, rock sgargiante, rap della costa orientale e altro ancora. Esiste dove il massimalismo sposta la filosofia dall'estetica all'estetica». Tanu I. Raj della rivista NME ha elogiato il brano definendolo una «creazione audace e sicura» e «un'anteprima promettente della loro nuova era». Lauren Puckett-Pope della rivista Elle ha definito la canzone «orecchiabile ma scomposta, una miscela disorientante di rap, voci fluttuanti e un ritornello anti-drop, con alcune Easter egg scelte nei testi». Secondo Alex Ramos di Pitchfork la canzone «impressiona per la sua spavalderia e le sue influenze» e ha elogiato l'uso di riferimenti lirici degli anni novanta e anni zero. Charlie Harding di Vulture ha osservato che «la canzone è un omaggio massimalista all'hip-hop classico e al pop che intensifica la recente tendenza del campionamento pesante e dell'interpolazione. Proprio mentre le Blackpink si stabiliscono su un suono, la band capovolge la sceneggiatura nella seconda strofa con un lamentoso moog in stile G-funk che fluttua su un ritmo hip-hop degli anni novanta che ricorda Work It di Missy Elliott, bilanciati però con sound coreani».
Rob Sheffield di Rolling Stone ha osservato che «Pink Venom è quest'estate, il loro successo più clamoroso, passando dall'inglese al coreano - si pavoneggiano con il brio esplosivo di una band hair metal degli anni ottanta, al livello dei Poison o dei Mötley Crüe, specialmente quando Rosé proclama il verso «I'm so rock and roll». Al contrario, Park Soo-jin della rivista coreana IZM ha valutato la canzone in modo sfavorevole, ritenendo «che si precipita a creare un'immagine, non una canzone», ed ha espresso che «c'è un senso di stanchezza da parte di coloro che vogliono guardare più in alto».

### Riconoscimenti
Pink Venom ha ricevuto diversi riconoscimenti, tra cui un MAMA Award, un MTV Video Music Awards Japan, un Circle Chart Music Award, un MTV Video Music Awards, e un Webby Award.
Riconoscimenti di fine anno
- 35º — Rolling Stone[32]

Premi dei programmi musicali
- Inkigayo
  - 4 settembre 2022[33]
  - 18 settembre 2022[34]
  - 25 settembre 2022[35]

- M Countdown
  - 25 agosto 2022[36]
  - 1º settembre 2022[37]
  - 8 settembre 2022[38]

- Show Champion
  - 24 agosto 2022[39]

## Video musicale
Il video musicale è stato reso disponibile in contemporanea con l'uscita del singolo. Il video musicale ha raggiunto 20 milioni di visualizzazioni in sole tre ore e 90,4 milioni di visualizzazioni in 24 ore, superando il record precedente detenuto dalla loro stessa canzone How You Like That per il video più visto di un'artista in un singolo giorno. Il video ha ottenuto 100 milioni di visualizzazioni in 29 ore, superando la traccia sopracitata come il video musicale più veloce di un'artista a raggiungere questo traguardo. Il 19 agosto è stato reso pubblico il video dietro le quinte delle riprese del video musicale, mentre il video con la sola coreografia del brano è stato caricato il 24 agosto.

### Sinossi
All'inizio del video musicale, Jisoo, indossando un hanbok, suona una melodia su un geomungo mentre è circondata da file di figure inginocchiate incappucciate di nero che indossano cuffie VR. Jennie sfonda un muro di cemento con un monster truck e si pavoneggia su un tappeto rosso davanti al camion indossando un abito rosso trasparente. Successivamente, Lisa entra in una stanza all'interno di una piramide, dove raccoglie una mela nera da un albero e la mangia; i suoi occhi diventano rosa dopo aver dato il primo morso. Rosé appare nella scena successiva, tirando fuori un cuore nero da un ruscello di acqua nera in un ambiente tempestoso. Lisa e Jennie poi rappano insieme; Lisa indossa una maglia da basket corta ispirata allo streetwear e una salopette di jeans, e Jennie indossa una maglia corta del Manchester United. Durante i versi successivi, Jisoo interpreta un vampiro e Rosé suona la chitarra elettrica in una grotta illuminata dal fuoco. Nel ritornello, i membri del gruppo eseguono la coreografia insieme in varie ambientazioni, tra cui una furiosa tempesta di sabbia e una giungla.

## Tracce
Testi e musiche di Teddy, 24 R. Tee e IDO.
1. Pink Venom – 3:06

## Formazione
Musicisti
- Blackpink – voci
- 24 – arrangiamento, tastiera
- R. Tee – arrangiamento, tastiera
- Ido – arrangiamento, batteria

Produzione
- Teddy – produzione
- 24 – missaggio
- R. Tee – missaggio
- Ido – missaggio
- Josh Gudwin – ingegneria al missaggio

## Successo commerciale
In Australia, la canzone ha debuttato al vertice della ARIA Charts del 29 agosto, rendendo le Blackpink il primo gruppo K-pop con una canzone in cima alla classifica e il primo artista coreano a raggiungere la vetta della graduatoria dai tempi di Gangnam Style di Psy.

## Classifiche

### Classifiche settimanali
| Classifica (2022)     | Posizione massima |
| --------------------- | ----------------- |
| Argentina             | 32                |
| Australia             | 1                 |
| Austria               | 28                |
| Brasile               | 18                |
| Canada                | 4                 |
| Corea del Sud         | 2                 |
| Croazia               | 10                |
| Filippine             | 1                 |
| Francia               | 44                |
| Germania              | 32                |
| Giappone              | 16                |
| Grecia                | 10                |
| Hong Kong             | 1                 |
| India                 | 1                 |
| Indonesia             | 1                 |
| Irlanda               | 23                |
| Italia                | 94                |
| Lituania              | 11                |
| Lussemburgo           | 20                |
| Messico               | 21                |
| Nuova Zelanda         | 9                 |
| Paraguay              | 47                |
| Perù                  | 13                |
| Portogallo            | 26                |
| Regno Unito           | 22                |
| Repubblica Ceca       | 51                |
| Repubblica Dominicana | 30                |
| Singapore             | 1                 |
| Slovacchia            | 20                |
| Spagna                | 75                |
| Stati Uniti           | 22                |
| Sudafrica             | 38                |
| Svizzera              | 41                |
| Taiwan                | 1                 |
| Turchia               | 11                |
| Ungheria (download)   | 6                 |
| Vietnam               | 1                 |

### Classifiche di fine anno
| Classifica (2022) | Posizione |
| ----------------- | --------- |
| Corea del Sud     | 41        |
| Vietnam           | 9         |
| Classifica (2023) | Posizione |
| Corea del Sud     | 66        |

## Date di pubblicazione
| Paese                 | Data           | Formato                      | Etichetta        | Nota   |
| --------------------- | -------------- | ---------------------------- | ---------------- | ------ |
| Mondo                 | 19 agosto 2022 | Download digitale, streaming | YG, Interscope   | [ 65 ] |
| Italia                | 26 agosto 2022 | Contemporary hit radio       | Universal Italia | [ 66 ] |
| Stati Uniti d'America | 30 agosto 2022 | Contemporary hit radio       | YG, Interscope   | [ 67 ] |